# Harfa Business Center-B

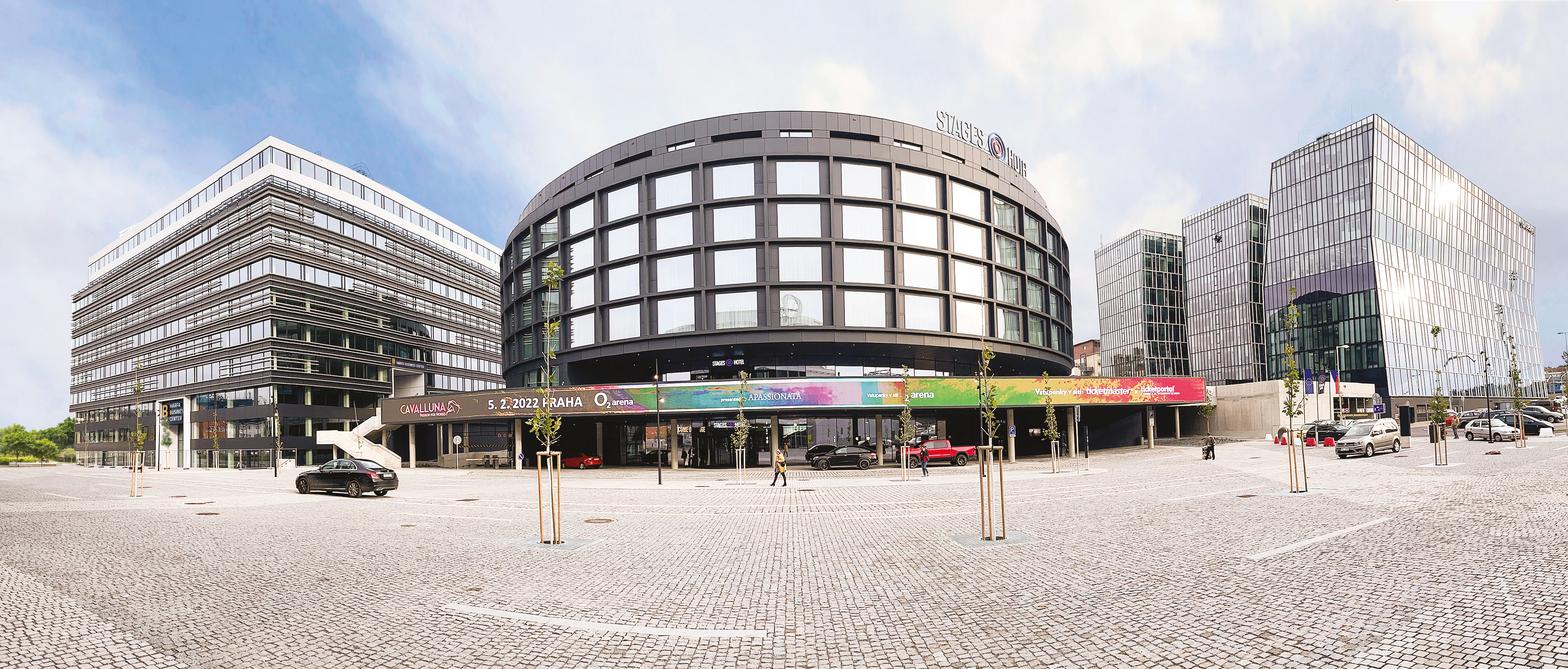
Kruhový hotel STAGES před Harfa Business Center

Harfa Business Center-B je administrativní budova v městské části Praha 9, Vysočany, vedle O2 areny a O2 universa. Poblíž budovy se nachází obchodní centrum Galerie Harfa a park Podviní s říčkou Rokytkou, vodními toky, vzrostlými stromy, keltským hradištěm a travnatými plochami.

## Architektura
Architektonický návrh pochází od českého ateliéru ADR, který byl v roce 1996 založen architekty Petrem Kolářem a Alešem Lapkou. Časopis Forbes zařadil Petra Koláře mezi 20 nejžádanějších architektů Česka a jeho architektonická kancelář byla oceněna řadou prestižních ocenění. Budova s 10 nadzemními a 2 podzemními podlažími nabízí i vnitřní otevřené atrium se zelení, kantýna s cafeterií, kolárnu i sprchy. Kancelářské prostory v patře lze rozdělit až na čtyři samostatné celky o velikosti od 700 m².
Poblíž administrativní budovy je stanice metra Českomoravská, autobusová a tramvajová zastávka Multiarena Praha, autobusový terminál a železniční stanice Praha-Libeň. Nedaleko je napojení na pražský městský okruh a na dálnice D8, D10 a D11.

## Investor
Investorem administrativní budovy byla společnost C & R Office Center Three s.r.o. Stavební práce provedla společnost Syner. Vlastníkem budovy je skupina KARPAIN Group.

## Technická specifikace

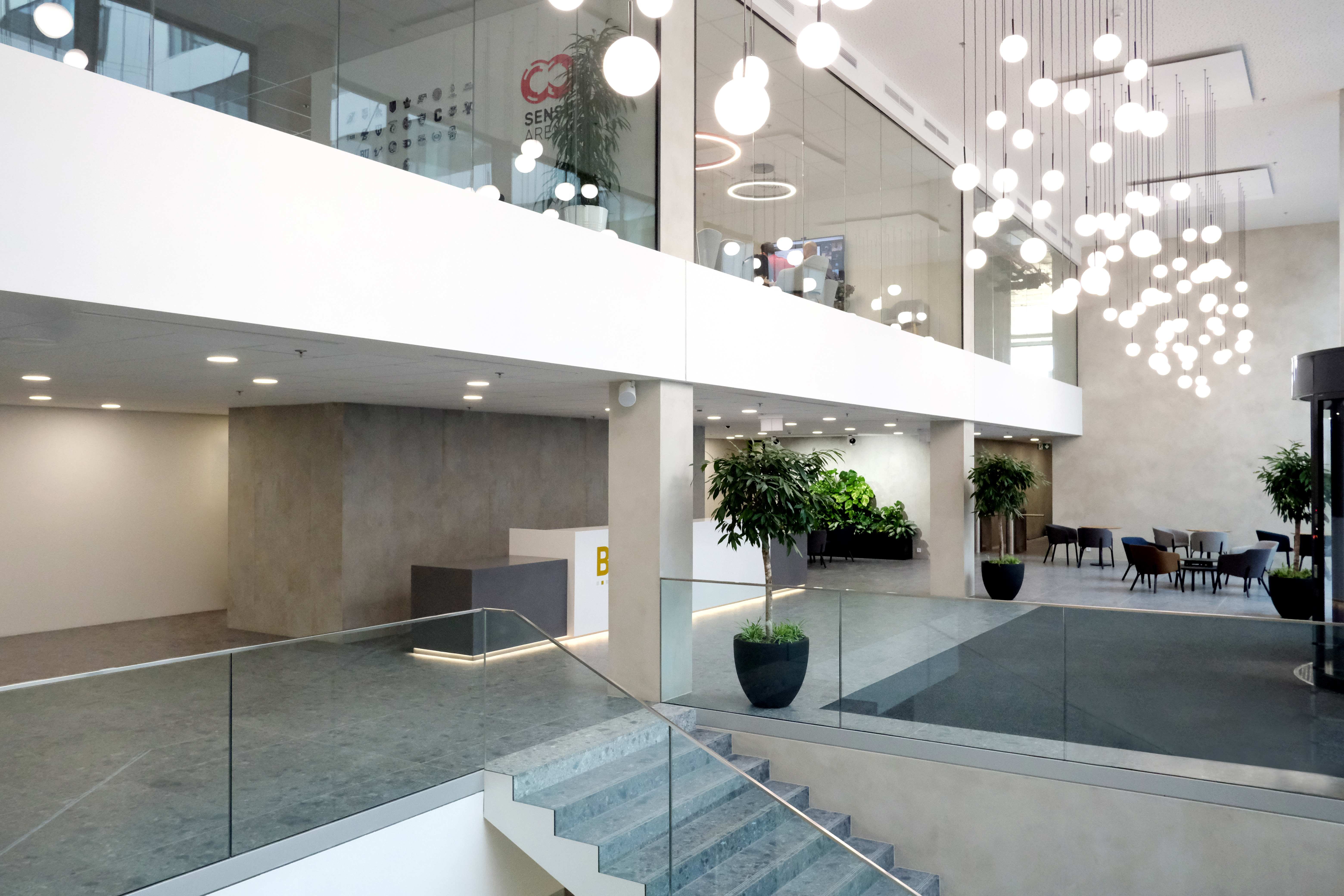

Administrativní budova byla postavena v letech 2019–2020.
- Zastavěná plocha: 2 591 m²[5]
- Celková užitná plocha: 40 500 m²[5]
- Kancelářské prostory: 25 230 m²[3]
- Terasy: 974 m²
- Prodejní plochy: 1 619 m²
- Parkování: 290 parkovacích míst[3]
- Reprezentativní lobby přes dvě podlaží
- Vysokorychlostní výtahy (celkem šest výtahů)